# راکی (مجموعه‌فیلم)
سری فیلم‌های راکی، عنوان نه فیلم سینمایی پیرامون زندگی و مسابقات بوکسوری به نام راکی بالبوآ از دوران گمنامی و بی‌پولی تا به اوج رسیدن به شهرت و ثروت و دوباره در مسیر سراشیبی افتادن او و خانواده اش را روایت می‌کند. این مجموعه فیلم دربارهٔ تلاش، امید و پیروزی در دل شکست است. سیلوستر استالونه در هشت‌گانه راکی در نقش راکی بالبوآ ظاهر شده‌است. قسمتهای اول و پنجم را جان جی. آویلدسن و قسمتهای دوم، سوم، چهارم و ششم را خود استالونه و قسمت هفتم با نام کرید را رایان کوگلر و قسمت هشتم با نام کرید ۲ را استیون کیپل جونیور و قسمت نهم با نام کرید ۳ مایکل بی. جردن

.سیلوستر استالونه در قسمت نهم این مجموعه که مارس 2023 به نمایش در می آید حضور نخواهد داشت

## فیلمها
راکی (فیلم)
راکی ۲
راکی ۳
راکی ۴
راکی ۵
راکی بالبوآ
کرید
کرید ۲
کرید ۳

## بازیگران اصلی
سیلوستر استالونه در نقش راکی بالبوآ
تالیا شایر در نقش آدریان
```
  
بورگس مریدیت
 در نقش میکی
```

ترنس یانگ
و …

## بهترین نسخه
اولین قسمت این مجموعه، بهترینش نیز می‌باشد. این فیلم نامزد ده جایزه اسکار شد و جایزه بهترین فیلم را نیز به دست آورد.

## پرفروشترین نسخه
راکی ۴ با فروشی معادل سیصد میلیون دلار، پرفروشترین نسخه در میان سری فیلمهای راکی به حساب می‌آید.

## کم فروشترین نسخه
راکی ۵ با فروشی کمتر از صد و بیست میلیون دلار، کم فروشترین نسخه در میان سری فیلمهای راکی به حساب می‌آید.

## بازیهای ویدئویی
بازی راکی (بازی ویدئویی) و راکی: افسانه و راکی بالبوآ (بازی ویدئویی) بازی‌های کامپیوتری هستند که در رابطه با فیلم‌های راکی ساخته شدند.